# Eoin Mac Néill
 (octobre 2015).
Si vous disposez d'ouvrages ou d'articles de référence ou si vous connaissez des sites web de qualité traitant du thème abordé ici, merci de compléter l'article en donnant les références utiles à sa vérifiabilité et en les liant à la section « Notes et références ».
Eoin Mac Néill (15 mai 1867 – 15 octobre 1945) est un érudit irlandais, amoureux de la langue gaélique, activiste nationaliste, et militant du Sinn Féin. Il est aussi considéré comme à l'origine du regain d'intérêt pour l'étude de l'Irlande médiévale. Cette figure-clé de la culture gaëlique renaissante, est ainsi un des fondateurs de la Ligue gaélique (1893), qui visait à sauvegarder culture et langue irlandaises.

## Biographie
Il contribue également, en 1913, à créer les Irish Volunteers dont il devient le principal dirigeant. Il a encore ce rôle lors du déclenchement du soulèvement républicain dit des « Pâques sanglantes » à Dublin en 1916. Il n'a pourtant aucune influence dans sa préparation, menée par des membres de l'IRB, infiltrés au sein des IV. L'apprenant, Mac Néill essaya de faire avorter le soulèvement, notamment en dialoguant avec Patrick Pearse - qui devait devenir le chef du gouvernement républicain auto-proclamé. L'influence de Mac Néill est paradoxalement une des causes de l'échec. En effet, il demande aux Volontaires de ne pas y prendre part, ce qui réduit considérablement son efficacité, mais aussi le nombre de victimes. Malgré ce rôle modérateur, il est cependant emprisonné, à cause de ses liens avec Roger Casement, qui négocie avec les Allemands, en pleine guerre. Libéré en 1917, il est ensuite élu au Dáil, premier parlement « national » imposé à l'occupant anglais (1918), les députés républicains irlandais refusant de siéger à Londres.
Il est le frère de James McNeill.